# 1365 Henyey
Henyey (asteróide 1365) é um asteróide da cintura principal, a 1,9723546 UA. Possui uma excentricidade de 0,1229649 e um período orbital de 1 231,79 dias (3,37 anos).
Henyey tem uma velocidade orbital média de 19,86134839 km/s e uma inclinação de 5,0798º.
Esse asteróide foi descoberto em 9 de Setembro de 1928 por Max Wolf.